# Доминион
Доминио́н (англ. dominion ← лат. dominium «владение») — протекторат в составе Британской империи, отдельный от метрополии, но признававший главой государства британского монарха, представленного в доминионе генерал-губернатором.
По одной из версий, термин «доминион» был предложен на Лондонской конференции, решавшей вопрос об объединении североамериканских колоний Великобритании, делегатом от Нью-Брансуика Сэмюэлом Тилли. Определение понятия «доминион» было обнародовано на имперской конференции 1926 года министром иностранных дел Великобритании Артуром Джеймсом Бальфуром, лидером Консервативной партии. 11 декабря 1931 года оно было закреплено в Вестминстерском статуте: «Автономные сообщества Британской империи, равные по статусу, никоим образом не подчинённые одно другому ни в одном из аспектов своей внутренней или внешней политики, но при этом объединённые общей приверженностью короне и составляющие свободную ассоциацию членов Британского содружества наций». Согласно статуту, под определение «доминион» попадали следующие территории: Канадский доминион, Австралийский Союз, Доминион Новая Зеландия, Южно-Африканский Союз, Ирландское Свободное государство и Доминион Ньюфаундленд.
Первые доминионы появились намного раньше — Канада (1867), Австралия (1901), Новая Зеландия и Ньюфаундленд (1907), Южно-Африканский Союз (1910), Ирландия (1921). Подобный статус, как правило, даровался наиболее экономически развитым странам, в которых большинство населения составляли переселенцы из Европы, что гарантировало большую лояльность к политике метрополии.
После юридического оформления статуса Британского Содружества (после 1946 года — Содружества наций) в 1931 году Вестминстерским статутом все входившие в него государства были признаны доминионами Великобритании (за исключением непосредственно колоний и зависимых территорий). Но после принятия Индией республиканской формы правления в 1949 году и, соответственно, после отказа признавать британского монарха главой государства (при сохранении членства в Содружестве) термин «доминион» почти перестал употребляться. Последним доминионом Британской империи с 1948 по 1972 годы был Цейлон. В 1972 страна была переименована в Шри-Ланку и перестала быть доминионом, оставшись членом Содружества наций. Те бывшие доминионы и колонии Великобритании, которые по-прежнему признают британского монарха главой государства (Канада, Новая Зеландия и др.) и продолжают оставаться членами Содружества, теперь именуются королевствами Содружества (англ. Commonwealth realms).